# Optioservus divergens
Optioservus divergens là một loài bọ cánh cứng trong họ Elmidae. Loài này được LeConte miêu tả khoa học năm 1874.